# W73

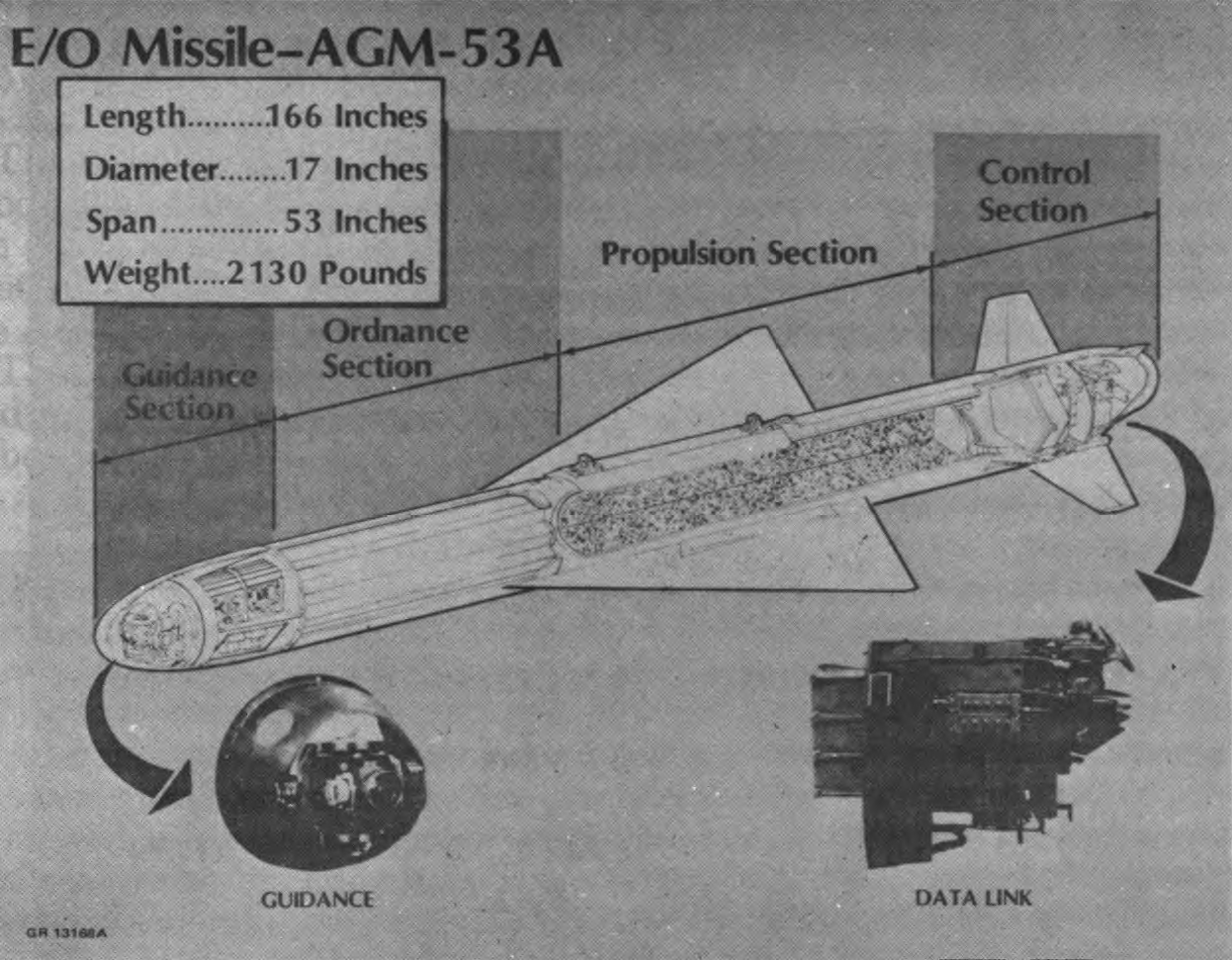
Схема тактичної ракети AGM-53A Condor.

W73 — запланована ядерна боєголовка для ракети повітря-поверхня AGM-53 Condor і розроблена Науковою лабораторією Лос-Аламоса (тепер Національна лабораторія Лос-Аламоса). Боєголовка W73 була скасована в 1970 році на користь чисто звичайної боєголовки для Condor. «Condor» був схвалений до виробництва в 1975 році з очікуваним випуском 250 ракет, але був скасований на початку 1976 року через високу вартість.
Повідомляється, що зброя конструкція була похідна від ядерної бомби B61 і мала діаметр 430 мм.
Кондор мав важити 970 кг при запуску і нести 286 кг бойової частини. Незрозуміло, чи вказана вага для звичайної чи ядерної версії Condor.